# 江ノ島だいすけ
江ノ島 だいすけ（えのしま だいすけ、1月22日 - ）は、日本の漫画家。2022年より『週刊少年ジャンプ』（集英社）にて、『人造人間100』を連載。

## 来歴
子どものころは「ジャンプを読んで今週もガンバろう！」と元気をもらいながら過ごす。
『ジャンプGIGA』（集英社）2020 SUMMERに『頭のない二人』を掲載。『週刊少年ジャンプ』（同）2021年46号に『人造人間100』の読み切りを掲載。同作が第15回ジャンプ金未来杯を受賞し、連載化となり、同誌2023年1号より連載開始。
松井優征の『逃げ上手の若君』のアシスタントをしていた。

## 人物
好きな漫画に荒川弘の『鋼の錬金術師』、吾峠呼世晴の『鬼滅の刃』、尾田栄一郎の『ONE PIECE』、二ノ宮知子の『のだめカンタービレ』、賀来ゆうじの『地獄楽』、林田球の『ドロヘドロ』を挙げている。

## 作品リスト

### 連載
- 人造人間100（『週刊少年ジャンプ』2023年1号[2] - 2023年40号[7]、全5巻）

### 読み切り
- 頭のない二人（『ジャンプGIGA』2020 SUMMER[3]）
- 好き狂い（『週刊少年ジャンプ』2021年39号[8]） - ジャンプ・ショート・フロンティア作品[8]。
- 人造人間100（『週刊少年ジャンプ』2021年46号[1]） - 第15回ジャンプ金未来杯受賞作品[4]。
- 脳天×ワープ×キス（『少年ジャンプ+』2024年5月30日[9]）

### その他
- ONE PIECEカードゲーム『500年後の未来【OP-07】』キャラクターカード「モルガンズ」（2024年2月） - イラスト[10]
- ONE PIECEカードゲーム『二つの伝説【OP-08】』キャラクターカード「ジュエリー・ボニー」（2024年5月） - イラスト[11]